# No.1 Sentai Gozyuger
Bakuage Sentai Boonboomger
No.1 Sentai Gozyuger (ナンバーワン戦隊ゴジュウジャー, Nanbā Wan Sentai Gojūjā) est une série télévisée japonaise de type tokusatsu diffusée sur TV Asahi depuis le 16 février 2025.
Bien qu'étant la 49e série Super sentai, elle est produite comme la série du 50e anniversaire d'existence de la franchise, depuis une volonté de s'émanciper des anniversaires synchronisés avec Kamen Rider,. Accessoirement, les protagonistes de la série sont officiellement la 50e équipe.
Les thèmes principaux de la série sont la compétition et la chaîne alimentaire.

## Étymologie du titre
ゴ (go 五) signifie « cinq », et ジュウ (jū 獣) signifie « bête ».
Mis ensemble ゴジュウ (Gojū), le mot qui initialement voudrait dire « cinq bêtes », a la même phonétique que 五十 (gojū), signifiant « cinquante ».  

## Synopsis
TegaSword est une entité cosmique connue pour avoir triomphé de la Calamité (厄災, Yakusai) dans un conflit universel l'opposant aux 49 Super sentai. Après qu'il eut détruit puis rebâti le monde pour rétablir l'équilibre, les pouvoirs de ces derniers furent scellés dans des anneaux magiques appelés « SentaiRings » (「センタイリング」, SentaiRingu), qui furent dispersés dans le cosmos.
De nos jours, l'existence de ces anneaux magiques a été popularisée par une légende rapportant que quiconque en leur possession pourrait voir son souhait se réaliser. Tandis qu'une organisation maléfique d'exterminateurs de Sentai, les Braidans (ブライダン, Buraidan), provenant du No One World (ノーワンワールド, Nō Wan Wārudo), se lance à leur quête, des guerriers du passé, appelés « guerriers universels » (「ユニバース戦士」, Yunibāsu senshi) refont surface, eux aussi déterminés à les trouver pour recouvrer leur plein potentiel. Craignant alors que leurs ambitions ne provoque une nouvelle bataille cataclysmique, TegaSword réapparaît pour faire de cinq cancres de la société, le dernier Super Sentai, avec l'ultime objectif de collecter les premiers tous les SentaiRings. Leur nom, le No.1 Sentai Gozyuger.

## Personnages

### Gozyugers
| Acteur/Voix                                  | Personnage                                       | Guerrier                                         | Motif                                          | Épithète                                                                 |
| -------------------------------------------- | ------------------------------------------------ | ------------------------------------------------ | ---------------------------------------------- | ------------------------------------------------------------------------ |
| Mio Fuyuno (冬野 心央, Fuyuno Mio)           | Hoeru Tono (遠野 吠, Tōno Hoeru)                 | Gozyu Wolf (ゴジュウウルフ, Gojū Urufu)          | Loup (狼, Ōkami)                               | L'intérimaire perdu (はぐれアルバイター, Hagure arubaitā)                |
| Hideharu Suzuki (鈴木 秀脩, Suzuki Hideharu) | Rikuo Byakuya (百夜 陸王, Byakuya Rikuō)         | Gozyu Leon (ゴジュウレオン, Gojū Reon)           | Lion (獅子, Shishi)                            | L'ex-super idol (元スーパーアイドル, Gen-sūpā aidoru)                    |
| Masakazu Kanda (神田 聖司, Kanda Masakazu)   | Ryugi Bakugami (暴神 竜儀, Bakugami Ryūgi)       | Gozyu Tyranno (ゴジュウティラノ, Gojū Tirano)    | Tyrannosaure (ティラノサウルス, Tiranosaurusu) | L'adepte de TegaSword (テガソード信奉者, TegaSōdo shinpōsha)             |
| Jin Matsumoto (松本 仁, Matsumoto Jin)       | Kinjiro Takehara (猛原 禽次郎, Takehara Kinjirō) | Gozyu Eagle (ゴジュウイーグル, Gojū Īguru)       | Aigle (鷲, Washi)                              | Le lycéen fêtard (パリピ高校生, Paripi kōkōsei)                          |
| Maya Imamori (今森 茉耶, Imamori Maya)       | Sumino Ichikawa (一河 角乃, Ichikawa Sumino)     | Gozyu Unicorn (ゴジュウユニコーン, Gojū Yunikōn) | Licorne (一角馬, Ikkakuba)                     | La détective de première classe (ハイクラス名探偵, Hai-kurasu meitantei) |

### Guerriers universels
Les guerriers universels (ユニバース戦士, Yunibāsu senshi) sont des guerriers à l'effigie d'anciens guerriers rouges de Super Sentai, affrontant les Gozyugers pour la réalisation de leur souhait.
- Natsume Tsutsumi (堤 なつめ, Tsutsumi Natsume?) : Un aspirant musicien, souhaitant « acheminer » sa musique au monde en rejoignant le groupe numéro un.
- Tokonatsu Atami (熱海 常夏, Atami Tokonatsu?) : Un Premier ministre, voulant être le numéro un du Japon.

### Soutien
- Saori Iijima (飯島 佐織, Iijima Saori?) et Aoi Iijima  (飯島 碧, Iijima Aoi?) : Une mère et un fils, proches de Hoeru. Saori est la propriétaire de la maison où réside Hoeru  (située à 10-10 quartier de Nanba 1-choume, dans l'arrondissement Isokoma à Tokyo) ainsi que la gérante du café Hanseiki (qui signifie « demi-siècle »). Son fils, Aoi, passe souvent du temps à jouer avec Hoeru.
- Kuon (クオン, Kuon?) : Le jeune PDG d'une entreprise spécialisée en intelligence artificielle. Personnage clé de l'histoire, il entretient un lien mystérieux et conflictuel avec Hoeru…

### Bridan
Les Bridans (ブライダン, Buraidan) sont une armée nuptiale régnant sur le mystérieux No One World (ノーワンワールド, Nō Wan Wārudo), un univers conçu à l'image du monde des humains.
- La reine Tega June (クイーンテガジューン, Kuīn Tega Jūn?) (épisodes 2-) : La dirigeante des Bridans.
- Fire Candle (ファイヤキャンドル, Faiya Kyandoru?) (épisodes 1-) : Le capitaine de l'unité kamikaze des Bridans, surnommé « l'invaincu » (「不敗」, fuhai?). Loyal envers ses camarades et très respecté, il est cependant incontrôlable une fois entré dans un combat. Il considère Gozyu Wolf comme son rival, car voulant également devenir Nᵒ1.
- Bouquet (ブーケ, Būke?) (épisodes 1-) : La capitaine technique des Bridans, surnommée « la tendre » (「慈愛」, jiai?). Aussi gracieuse et raffinée qu'un bouquet de fleurs, elle se distingue par son élégance et son sens du respect.
- Mr. Shining Knife & Mrs. Sweet Cake (Mr.シャイニングナイフ＆Mrs.スイートケーク, Misutā Shainingu Naifu ando Misesu Suīto Kēku?) (épisodes 2-) : Les capitaines stratèges de Braidan, un couple inséparable. Par amour l'un pour l'autre, ils ont fusionné en un seul corps. Ensemble, ils élaborent des stratégies tantôt aussi sucrées qu'un gâteau, tantôt aussi tranchantes qu'un couteau. Lorsque leur amour atteint son paroxysme, ils déclenchent la Love Big Wave (ラブビッグウェーブ, Rabu Biggu Wēbu?), un raz-de-marée atteignant une taille colossale de cinquante mètres.
- Garyudo, le chasseur de bagues (リングハンター・ガリュード, Ringu Hantā Garyūdo?) (épisodes 7-) :
- Monstres No One (ノーワン怪人, Nō Wan kaijin?) : Des monstres créés à partir de personnes ayant un désir profond, chacun possédant une compétence exceptionnelle qui fait de lui un monstre « Nᵒ1 » dans son domaine.
- Aryees (アーイー, Āī?) : Les soldats de l'armée, chargés d'exécuter les stratégies. Armés de leur Shamburn (シャンバーン, Shanbān?), ils combattent tout en faisant retentir le son de leurs heaumes en forme de cloche, appelé Belmets (ベルメット, Berumetto?).

### Yakusais
Les Yakusais (厄災, Yakusai) sont des robots géants, principaux antagonistes de la série et responsable du conflit universel leur opposant aux méchas des Super sentai. Leur leader était un être déterminé à détruire le monde. C'est ainsi que pour l'arrêter les différents Géants de différents univers se réunirent et lui déclarèrent la guerre. Au prix de ce conflit, ses adversaires furent tous scellés dans une dimension confiné tandis que Tega Sword, aidés par les pouvoirs de ses alliés, les vainquit une bonne fois pour toute, son escadron et lui.

## Épisodes
- La thématique de cette série ayant un rapport étroit avec les héros de Sentai, tous les titres d'épisodes se référent à leurs équipes par ordre d'apparition décroissant (de Gozyuger à Goranger.

1. Sauveur No.1 ! (救世主ナンバーワン!, Kyūseishu Nanbā Wan!?)
2. Boom ! Je pille les trésors, ce sont mes proies ! (ブン捕れお宝！俺の獲物だ！, Bun-dore o-takara! Ore no emono da !?)
3. Don au Japon ! Je suis Premier ministre ! (日本のドン！私が総理！, Nihon no Don! Watashi ga sōri!?)

## Distribution[3]
No.1 Sentai Gozyuger
- Fuyuno Mio : Toono Hoeru / Gozyu Wolf
- Suzuki Hidearu : Byakuya Rikuō / Gozyu Leon
- Kanda Masakazu : Ryūgi Bakugami / Gozyu Tyranno
- Matsumoto Jin : Takehara Kinjirō / Gozyu Eagle
- Imamori Maya : Ichikawa Sumino / Gozyu Unicorn
- Kaji Yūki : TegaSword

Soutien
- Nakagoshi Noriko : Iijima Saori
- Yuda Kōki : Iijima Aoi
- Karuma : Kuon

Guerriers universels
- Iuchi Haruhi : Tsutsumi Natsume / Kuwagata Ohger

Bridan
- Sanbongi Daisuke : Fire Candle
- Marupi : Bouquet
- Sugita Tomokazu : Mr. Shining Knife
- Uchida Reina : Mr. Sweet Cake

Legend Sentai
- Ozawa Ryōta : Captain Marvelous / Gokai Red (voix)
- Komagine Kiita : Kaito Goshikida / Zenkaizer (voix)
- Higuchi Kōhei : Taro Momoi / Don Momotaro (voix)
- Sakai Taisei : Gira Husty / Kuwagata Ohger (voix)
- Iuchi Haruhi : Handō Taiya / Bun Red (voix)

Autres héros
- Ino'ue Masahiro : Kadoya Tsukasa / Kamen Rider Decade (voix)
- Nagata Seiichirō : Hōō Kaguya Quartz / Kamen Rider Legend (voix)